# حكومة أويحيى الخامسة
حكومة أويحيى الخامسة رأسها الوزير الأول أحمد أويحي الذي عينه رئيس الجمهورية عبد العزيز بوتفليقة من 1 ماي 2005م إلى غاية 24 ماي 2006م.

## التشكيلة الوزارية
وفقا للدستور الجزائري، أعلن رئيس الجمهورية الجزائرية، بعد احتفاظه بحقيبة وزارة الدفاع الوطني، واستشار الوزير الأول أحمد أويحي عن التشكيلة الحكومية التالية:
| الترقيم | المنصب                                              | الوزير                 | الحكومات أو سبقه |
| ------- | --------------------------------------------------- | ---------------------- | ---------------- |
| 01      | وزيرا للدولة، وزير الداخلية والجماعات المحلية       | نور الدين زرهوني       | حكومة سلال       |
| 02      | وزيرا للدولة، الممثل الشخصي لرئيس الدولة            | عبد العزيز بلخادم      |                  |
| 03      | وزيرَا للدولة، وزير الشؤون الخارجية                  | محمد بجاوي             | حكومة سلال       |
| 04      | وزير الدولة                                         | سلطاني بوقرة           |                  |
| 05      | وزير منتدب لدى وزير الدفاع                          | عبد المالك قنايزية     | حكومة سلال       |
| 06      | وزير العدل حافظ الأختام                             | الطيب بلعيز            | حكومة سلال       |
| 07      | وزير المالية                                        | مراد مدلسي             | حكومة سلال       |
| 08      | وزير الطاقة                                         | شكيب خليل              | حكومة سلال       |
| 09      | وزير الموارد المائية                                | عبد المالك سلال        | حكومة سلال       |
| 10      | وزير المساهمات وترقية الاستثمارات                   | عبد الحميد تمار        |                  |
| 11      | وزير التجارة                                        | الهاشمي جعبوب          |                  |
| 12      | وزير الشؤون الدينية والأوقاف                        | أبو عبد الله غلام الله | حكومة سلال       |
| 13      | وزير المجاهدين                                      | محمد الشريف عباس       | حكومة سلال       |
| 14      | وزير التهيئة العمرانية و البيئة                     | شريف رحماني            |                  |
| 15      | وزير النقل                                          | محمد مغلاوي            |                  |
| 16      | وزير التربية الوطنية                                | أبو بكر بن بوزيد       | حكومة سلال       |
| 17      | وزير الفلاحة والتنمية الريفية                       | السعيد بركات           |                  |
| 18      | وزير الأشغال العمومية                               | عمار غول               |                  |
| 19      | وزير الصحة والسكان وإصلاح المستشفيات                | عمار تو                |                  |
| 20      | وزير الثقافة                                        | خليدة تومي             | حكومة سلال       |
| 21      | وزير المؤسسات الصغيرة والمتوسطة و الصناعة التقليدية | مصطفى بن بادة          |                  |
| 22      | وزير التعليم العالي والبحث العلمي                   | رشيد حراوبية           |                  |
| 23      | وزير البريد و تكنولوجيات الإعلام والاتصال           | بوجمعة هيشور           | حكومة سلال       |
| 24      | وزير العلاقات مع البرلمان                           | عبد العزيز زياري       |                  |
| 25      | وزير التكوين والتعليم المهنيين                      | الهادي خالدي           |                  |
| 26      | وزير السكن والعمران                                 | محمد نذير حميميد       |                  |
| 27      | وزير الصناعة                                        | محمود خذري             |                  |
| 28      | وزير العمل والضمان الاجتماعي                        | الطيب لوح              |                  |
| 29      | وزير التشغيل و التضامن الوطني                       | جمال ولد عباس          |                  |
| 30      | وزير الصيد البحري و الموارد الصيدية                 | اسماعيل ميمون          |                  |
| 31      | وزير الشباب والرياضة                                | يحيى قيدوم             |                  |
| 32      | وزير السياحة                                        | نور الدين موسى         |                  |

### وزراء منتدبون
| رقم | الحقيبة الوزارية                                                                   | الصورة | الاسم               |  | الحزب               |
| --- | ---------------------------------------------------------------------------------- | ------ | ------------------- |  | ------------------- |
| 1   | وزير منتدب لدى وزير الدولة، وزير الداخلية والجماعات المحلية مكلف بالجماعات المحلية |        | دحو ولد قابلية      |  | جبهة التحرير الوطني |
| 2   | وزير منتدب لدى وزير الدولة، وزير الشؤون الخارجية مكلف بالشؤون المغاربية والإفريقية |        | عبد القادر مساهل    |  | جبهة التحرير الوطني |
| 3   | وزيرة منتدبة لدى رئيس الحكومة، مكلفة بالأسرة وقضايا المرأة                         |        | نوارة سعدية جعفر    |  |                     |
| 4   | وزير منتدب لدى وزير المالية مكلف بإصلاح المالية                                    |        | كريم جودي           |  |                     |
| 5   | وزير منتدب لدى وزير الفلاحة والتنمية الريفية، مكلف بالتنمية الريفية                |        | رشيد بن عيسى        |  |                     |
| 6   | وزيرة منتدبة لدى وزير التعليم العالي والبحث العلمي مكلفة بالبحث العلمي             |        | سعاد بن جاب الله    |  |                     |
| 7   | وزير منتدب لدى وزير التهيئة العمرانية والبيئة، مكلف بالمدينة                       |        | عبد الرشيد بوكرزازة |  | جبهة التحرير الوطني |